# Бомбардировка бомбоубежища Амирия
Бомбардировка бомбоубежища Амирия — авиационная атака во время войны в Персидском заливе, когда 13 февраля 1991 года самолётами многонациональных сил в результате применения двух управляемых бомб было уничтожено бомбоубежище в столице Ирака Багдаде, расположенное в районе Аль-Амирия, в котором погибли 408 гражданских лиц.
Бомбоубежище Амирия было построено в Багдаде ещё во время ирано-иракской войны, его размер составлял 5000 квадратных метров.
13 февраля 1991 года в 4:30 утра два самолёта F-117 сбросили на него две управляемые бомбы. Первая бомба пробила армированный бетон толщиной более трёх метров. Через 4 минуты в бомбоубежище попала вторая бомба, которая разрушила центр жизнеобеспечения бомбоубежища. Находившиеся в убежище люди погибли.
Министерство обороны США заявило, что «знало, что объект [Амирия] использовался в качестве убежища гражданской обороны во время ирано-иракской войны» , так же американские военные заявили, что, по их мнению, убежище больше не является убежищем гражданской обороны и что, по их мнению, оно было переоборудовано в командный центр иракской армии.
В настоящее время на месте убежища расположен мемориал.

## Освещение в СМИ
Британское издание The Observer рассказало про опрос среди жителей США по поводу случившегося и в результате выяснили, что 81 % опрошенных назвали бомбоубежище с мирными жителями законной военной целью.